# Ola Vigen Hattestad
Ola Vigen Hattestad (Askim, 19 de abril de 1982) es un deportista noruego que compite en esquí de fondo. 
Participó en tres Juegos Olímpicos de Invierno, entre los años 2006 y 2014, obteniendo una medalla de oro en Sochi 2014, en la prueba de velocidad individual, y el cuarto lugar en Vancouver 2010, en la misma prueba.
Ganó cuatro medallas en el Campeonato Mundial de Esquí Nórdico entre los años 2009 y 2015.

## Palmarés internacional
| Juegos Olímpicos   | Juegos Olímpicos          | Juegos Olímpicos  | Juegos Olímpicos     |
| Año                | Lugar                     | Medalla           | Prueba               |
| ------------------ | ------------------------- | ----------------- | -------------------- |
| 2014               | Sochi (Rusia)             | Medalla de oro    | Velocidad individual |
| Campeonato Mundial |                           |                   |                      |
| Año                | Lugar                     | Medalla           | Prueba               |
| 2009               | Liberec (República Checa) | Medalla de oro    | Velocidad individual |
| 2009               | Liberec (República Checa) | Medalla de oro    | Velocidad por equipo |
| 2011               | Oslo (Noruega)            | Medalla de plata  | Velocidad por equipo |
| 2015               | Falun (Suecia)            | Medalla de bronce | Velocidad individual |